# Minniza persica
Minniza persica es una especie de arácnido del orden Pseudoscorpionida de la familia Olpiidae. Presenta las subespecies: Minniza persica deminuta y 
Minniza persica persica.

## Distribución geográfica
Se encuentra en Irán.